# Mesodascilla jakobssoni
Mesodascilla jakobssoni is een keversoort uit de familie withaarkevers (Dascillidae). De wetenschappelijke naam van de soort is voor het eerst geldig gepubliceerd in 1926 door Martynov.